# Trường Đại học Nguyễn Trãi
Trường Đại học Nguyễn Trãi là một cơ sở kinh doanh dịch vụ giáo dục tại Việt Nam, được thành lập ngày 5/2/2008 theo Quyết định số 183/QĐ-TTg của Thủ tướng Chính phủ, tiền thân của trường hiện nay là Viện Đào tạo Công nghệ và Quản lý Quốc tế. Trụ sở của trường được đặt tại số 28A đường Lê Trọng Tấn, phường La Khê, quận Hà Đông, thành phố Hà Nội.

## Các ngành đào tạo

### Hệ Đại học
- Quan hệ công chúng
- Kinh tế
- Quản trị kinh doanh
- Tài chính - Ngân hàng
- Kế toán
- Kiến trúc
- Mỹ thuật công nghiệp
- công nghệ thông tin
- Hàn Quốc học
- Trung Quốc học
- Anh học
- Ngôn ngữ Nhật

### Hệ Cao đẳng nghề
- Lập trình máy tính;
- Quản trị mạng máy tính;
- Kế toán doanh nghiệp;
- Dịch vụ nhà hàng.